# 大須賀巌
大須賀 巌（おおすが いわお、1878年（明治11年）5月 – 1945年（昭和20年）12月）は、香川県丸亀市長。弁護士。

## 経歴
千葉県出身。衆議院議員大須賀庸之助の長男。1911年（明治44年）、東京帝国大学法科大学仏法科を卒業した。群馬県属・警部、前橋市助役、福岡市助役を歴任。1920年（大正9年）から都市計画大阪地方委員会幹事を務めた。
1923年（大正12年）、丸亀市長に就任。
市長退任後、時事新報社市政研究所専務理事を1933年（昭和8年）まで務めた。その後は弁護士を開業した。